# Alexandre de Beauharnais

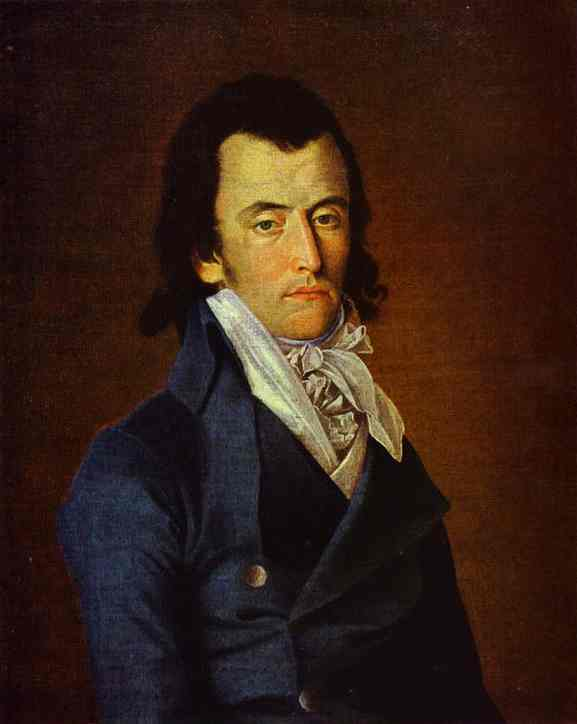
Alexandre de Beauharnais

Alexandre François Marie burggraaf de Beauharnais (Martinique, 28 mei 1760 - Parijs, 23 juli 1794) was een Frans generaal en de eerste echtgenoot van de latere keizerin Joséphine de Beauharnais.
Hij maakte in het leger van Lodewijk XVI de Amerikaanse Onafhankelijkheidsoorlog mee en deed hierna in Parijs nuttige contacten op in het politieke milieu. Op 13 december 1779 trad hij in het huwelijk met Marie-Josèphe Rose Tascher de La Pagerie, die als Joséphine de Beauharnais de geschiedenis zou ingaan. Uit het huwelijk werden twee kinderen geboren: Eugène (1781) en Hortense (1783), de latere vrouw van Lodewijk Napoleon en koningin van Holland.
Bij het uitbreken van de Franse Revolutie behoorde hij tot de eerste adellijke leden van de Nationale Vergadering die zich aan de kant van de Derde stand schaarden en ten tijde van de vlucht van de koning (juni 1791) was hij er voorzitter van. Hij ontving in 1792 de rang van generaal doch weigerde in juni 1793 de functie van minister van Oorlog te aanvaarden. In datzelfde jaar commandeerde hij het Rijnleger. Deze functie moest hij echter neerleggen toen krachtens een regeringsdecreet alle edelen uit hun militaire functies werden ontheven.
Burggraaf de Beauharnais werd gedurende de Terreur (1794) opgepakt - feitelijk slechts omdat hij van adel was - en voor het Revolutionaire tribunaal te Parijs gebracht. Hij werd ervan beschuldigd medeverantwoordelijk te zijn voor de overgave van Mainz (23 juli 1793) en werd samen met Rijngraaf van Salm op de Place du Trône-Renversé (de huidige Place de la Nation) onder de guillotine ter dood gebracht. Daags daarvoor had hij Joséphine - die later zou hertrouwen met Napoleon Bonaparte - schriftelijk de zorg voor zijn twee kinderen Hortense (de latere koningin van Holland) en Eugène toevertrouwd. Zijn minnares Amalie Zephyrine van Salm-Kyrburg zorgde voor een begrafenis.
Tijdens de Franse Revolutie brachten de weduwen van geëxecuteerde echtgenoten een soort "modetrend" teweeg. Zij deden een fijn rood lint rond hun hals, ten teken dat hun man onder de valbijl was gestorven. Zo deed Joséphine de Beauharnais haar rode lint om, toen haar man pas gestorven was. Recht afgeknipt haar werd "à la guillotine" genoemd.
- Biblioteca Nacional de España: XX5392905
- Bibliothèque nationale de France: cb13171103r (data)
- CiNii: DA15455605
- Gemeinsame Normdatei: 120844796
- International Standard Name Identifier: 0000 0000 8147 5614
- Library of Congress Control Number: no91030622
- SNAC: w6f35btp
- Système universitaire de documentation: 035161124
- Virtual International Authority File: 67307776
- WorldCat: E39PBJh4wGKQjwJf7jGXHyrKBP